# آلن یوستس
آلن یوستس (انگلیسی: Alan Eustace)، یک دانشمند رایانه آمریکایی است که تا زمان بازنشستگی در سال ۲۰۱۵ به عنوان معاون ارشد مهندسی در گوگل خدمت کرد. او در ۲۴ اکتبر ۲۰۱۴ توانست رکورد فلیکس باوم‌گارتنر، ورزشکار اتریشی در سقوط آزاد را بشکند. او از ارتفاع حدود ۴۱ هزار متری پرید که ۱۵ دقیقه به‌طول انجامید و با سرعتی بیش از سرعت صوت دیوار صوتی را شکست. رکوردی که تا سال ۲۰۲۳ به ثبت رسیده است.